# الخيار الأخير
الخيار الأخير (بالهندية: आखिरी रास्ता) (بالإنجليزية: Aakhree Raasta)‏ هو فيلم دراما وجريمة هندي باللغة الهندية عام 1986 من تأليف وإخراج ك. بهاجيراج وتقديم ت. راما راو وإنتاج أ. بورناشاندرا راو وكلاهما تحت راية لاكشمي للإنتاج المحدودة. الفيلم من بطولة أميتاب باتشان في دور مزدوج، وجايا برادا، وسريديفي، وأنوبام خير. تم إخراج الفيلم من قبل الممثل والمخرج التاميلي ك. بهاجياراج. كشفت سريديفي بنفسها في إحدى مقابلاتها أن الممثلة ريكا أعطتها صوتها في هذا الفيلم.
كان الفيلم عبارة عن إعادة إنتاج للفيلم التاميلي مذكرات أورو كايدهيين والذي كتب نصه أيضًا بهاجياراج، ولكن أخرجه بهاراتيراجا.

## القصة
في عام 1962، يعيش ديفيد ديكوستا (أميتاب باتشان) حياة فقيرة نسبيًا في مدراس (تشيناي حاليًا) مع زوجته ماري ديكوستا (جايا برادا) الحامل. إنه يعبد حرفيًا عضو البرلمان شاتورفيدي (ساداشيف أمرابوركار)، وحتى أنه على استعداد للموت من أجله. يقدم ماري إلى شاتورفيدي، وببركاته يطلقان على الطفل المولود اسم جيمس. ثم في يوم من الأيام بينما كان مشغولاً بعرقلة حركة السكك الحديدية، تم القبض عليه وتم إطلاق سراحه بكفالة من قبل ماهيش (أنوبام خير). وعندما يعود إلى المنزل يجد أن ماري انتحرت. تركت ملاحظة مكتوبة بخط اليد تلوم فيها شاتورفيدي على اغتصابها. يذهب ديفيد المنزعج لمواجهة شاتورفيدي، ويتم اعتراضه من قبل مفتش الشرطة روب كومار ساهي (داليب تاهيل) والدكتور فيرما (بهارات كابور)، الذين يتظاهرون بمساعدة ديفيد، ولكنهم في الواقع أصدقاء شاتورفيدي. المفتش ساهي يتظاهر بمساعدته ويتلاعب بملاحظة ماري منه. ثم يقوم الدكتور فيرما بعد ذلك بحرق المذكرة، بينما يضحك الثلاثة على ديفيد التعيس. وبذلك تم تدمير الدليل الوحيد على جريمة شاتورفيدي المروعة. يصور الثلاثي ديفيد باعتباره القاتل المتسبب في وفاة ماري، ويكذبون في المحكمة وينجحون في خطتهم الشريرة. حكم على ديفيد بالسجن لمدة 24 عامًا بتهمة قتل ماري.
يطلب ديفيد من صديقه ماهيش أن يعتني بجيمس في غيابه الطويل. بعد مرور أربعة وعشرين عامًا في عام 1986، تم إطلاق سراح ديفيد، وذهب لزيارة ماهيش وصُدم عندما اكتشف أن ماهيش قد تغير، ولم يعد تاجرًا للخمور، ويعيش الآن أسلوب حياة ثريًا، ويريد من ديفيد أن ينسى الماضي، ويعيش مع ابنه مفتش التحقيقات الجنائية فيجاي (أميتاب باتشان أيضًا). لقد أصيب ديفيد بالصدمة بسبب هذا الخبر، لكنه مصمم على الانتقام لإدانته ظلماً وموت ماري، لذلك شرع في قتل معذبيه واحداً تلو الآخر - العائق الوحيد الذي يواجهه ليس سوى فيجاي الذي لا يعلم أن ديفيد هو والده، ويسعى لحماية الأشخاص الثلاثة.

## الممثلون
- أميتاب باتشان في دور ديفيد دكوستا/ جيمس دكوستا/ المفتش فيجاي شانديليا.
- جايا برادا في دور ماري ديكوستا (زوجة ديفيد)
- سريديفي بدور فينيتا بهاتناغار (صديقة فيجاي)
- أنوبام خير في دور ماهيش شانديليا
- داليب تاهيل في دور المفتش روب كومار ساهي
- ساداشيف امرابوركار في دور الوزير بالوانت شاتورفيدي
- بهارات كابور في دور الدكتور فيرما
- أوم شيفبوري في دور DIG رانجيت بهاتناجار
- فيجو خوت في دور أمارناث، كبير المفتشين

## الموسيقى التصويرية
| # | عنوان                                         | المغني(ون)          |
| - | --------------------------------------------- | ------------------- |
| 1 | "موسيقى الرقص"                                | أنورادها بودوال     |
| 2 | "جوري كا ساجان ساجان كي جوري"                 | محمد عزيز، س. جناكي |
| 3 | "بيهلي باداي فير بيار هوجا"                   | محمد عزيز، س. جناكي |
| 4 | "لحن ميرا دود بيا هاي" (الإصدار 1)            | محمد عزيز، س. جناكي |
| 5 | "لحن ميرا دود بيا هاي" (الإصدار 2)            | محمد عزيز، س. جناكي |
| 6 | "جوري كا ساجان ساجان كي جوري" (معزفة موسيقية) |                     |

## وسائل الاعلام المنزلية
تم إصدار نسخة DVD من الفيلم بواسطة إنديا ويكلي تحت علامتها التجارية الخاصة. 

## في وسائل الإعلام الأخرى
اسم الشخصية آخري باستا من سلسلة أفلام هاوسفول هو تلاعب بالألفاظ على الخيار الأخير (Aakhree Raasta).

## روابط خارجية
- الخيار الأخير على موقع IMDb (الإنجليزية)
- الخيار الأخير على موقع روتن توميتوز (الإنجليزية)
- الخيار الأخير على موقع أول موفي (الإنجليزية)
- الخيار الأخير على موقع قاعدة بيانات الفيلم (الإنجليزية)
- الخيار الأخير على موقع ليتربوكسد (الإنجليزية)
- الخيار الأخير على موقع كينوبويسك (الروسية)